# Blanfordräv
Blanfordräv eller gråhårig räv (Vulpes cana) är ett rovdjur i familjen hunddjur (Canidae). Arten förekommer i Asien och räknas tillsammans med arten fennek till de minsta arterna i släktet.

## Kännetecken
Blanfordräven har en mjuk päls som är gråbrun på ovansidan och gul- till vitaktig på undersidan. Andra kännetecken är en svart strimma på djurets rygg och ibland är även de bakre extremiteterna mörka. Djuret har en spetsig nos och stora öron. Mellan ögonen och nosen förekommer en mörk fläck. Den yviga svansen är nästan lika lång som den övriga kroppen och dess spets är svart. En region på svansens ovansida nära roten som markerar en körtel är mörk. Arten når en kroppslängd (huvud och bål) mellan 40 och 50 centimeter, en mankhöjd vid 28 till 30 centimeter och en vikt mellan 0,8 och 1,5 kilogram. Svansen är 33 till 41 centimeter lång.

## Utbredning och habitat
Tidigare antogs att arten bara förekommer i Centralasien med ett utbredningsområde som täcker Afghanistan, nordöstra Iran, Turkmenistan och Baluchistan. 1981 upptäcktes arten i Israel där den är ganska flertalig i landets södra delar. Andra populationer hittades under de senaste 10 år på Sinaihalvön och den Arabiska halvön, till exempel i Oman, Jordanien och Saudiarabien. Habitatet utgörs av torra, klippiga bergsområden upp till 2000 meter över havet (sällan upp till 3000 meter). Ibland syns arten i öknar och stäpper som kan ha en höjd under havsnivån.

### Status
Tidigare jagades dessa djur i hela utbredningsområdet för sin päls. Sedan 1980-talet sker viss jakt i Asien för köttets och ett par kroppsdelars skull som används i den traditionella medicinen. Denna jakt har nästan ingen betydelse för beståndets utveckling. Israel inriktade ett jaktförbud och deras utbredningsområde är oftast naturskyddsområden. Även i andra länder finns skyddsåtgärder men djurets hotstatus är inte helt utredd på grund av de vidströdda populationerna. IUCN listade arten på grund av det minskade utbredningsområde fram till 2008 som sårbar (vulnerable) och sedan dess som livskraftig (least concern).

## Levnadssätt
Ett par av blanfordräven lever i ett revir som är cirka 1,6 km² stort och som bara vid kanten överlappar sig med territorier av andra individer. De är uteslutande aktiva på natten och vilar under dagen i grottor eller bergssprickor. Individerna vandrar varje natt ensam för att hitta föda.
Födan består i större mått av växter än hos andra rävar. De äter till exempel insekter och växtdelar som kapris, vindruvor och melon. Ibland uppsöker de därför människans odlingsmarker. I mindre mått ingår även mindre ryggradsdjur i födan. Sitt behov av vätska täcker blanfordräven bara med födan. Den behöver inget vatten.

### Fortplantning
Parningstiden ligger mellan december och februari. Efter dräktigheten som varar i 50 till 60 dagar föder honan ett till tre ungdjur. Honan sluter efter 30 till 45 dagar (sällan 60 dagar) att ge di och ungarna är efter 8 till 12 månader könsmogna. Medellivslängden ligger vid fyra till fem år. Några individer i fångenskap blev lite över 6 år gamla. Många individer dör av rabies.

## Systematik
Blanfordrävens närmaste släkting är arten fennek.